# 跳躍20無人機
跳躍20無人機（JUMP 20  UAS），是由美國加州空境公司（AeroVironment）產製的中型無人航空載具，為美國陸軍新一代戰術無人機。

## 性能
JUMP 20是一種垂直起降戰術無人機，可以執行超過14小時的監視任務，作戰半徑約185公里，帶有前部螺旋槳和固定機翼，具有垂直安裝較小的螺旋槳，無需跑道起降。以4具向上的小螺旋槳提供升力，最高飛行時速達92公里，最重可攜帶達13.6公斤的模組化任務套件值勤，可在60分鐘內快速組裝起飛，並配備先進全天候光電與中波熱顯像設備，可有效追蹤地面或水面上的移動或靜止目標，適合地面部署或是艦載起降任務。即便在環境惡劣、基礎設施被破壞的情況下，也能進行相關任務

。

## 使用國
美国、乌克兰、中华民国（台湾）